# Брэнеску, Лауренциу
Лауренциу Константин Брэнеску (рум. Laurențiu Constantin Brănescu; род. 30 марта 1994, Рымнику-Вылча) — румынский футбольный вратарь, игрок греческого клуба «Атромитос» из Афин. Бывший игрок  молодёжной сборной Румынии.

## Клубная карьера
Лауренциу Брэнеску — воспитанник клуба «Рымнику-Вылча». В основном составе 16-летний голкипер дебютировал 28 октября 2010 года в матче второй лиги против клуба «Турну-Северин», в котором его команда уступила со счётом 2:0. До конца 2010 года он принял участие ещё в двух матчах чемпионата, а в январе 2011 года было объявлено о его переходе в итальянский «Ювентус». Брэнеску стал выступать за юношескую команду «Ювентуса», а летом 2013 года был отдан в аренду в клуб «Юве Стабия». В новой команде впервые сыграл 11 августа во втором раунде Кубка Италии против «Губбио». В начале сезона Лауренциу рассматривался как основной вратарь «Юве Стабия», но после трёх поражений и одной ничьи в чемпионате место в воротах занял более опытный голкипер Алекс Кальдерони.
В конце января 2014 года «Ювентус» договорился с клубом «Ланчано» о совместном владении контрактом Брэнеску, помимо этого, «Юве» получил половину прав на полузащитника «Ланчано» Маме Баба Тиама. В июне 2014 года «Ланчано» продлил контракт совместного владения голкипером ещё на один год.
В январе 2015 года «Ювентус» выкупил у «Ланчано» права на Брэнеску за 1,2 млн. евро. Вскоре после этой сделки он был отдан в аренду венгерскому «Халадашу». В чемпионате Венгрии Лауренциу дебютировал 7 марта в гостевом матче против команды «Печ». Встреча завершилась поражением «Халадаша» со счётом 2:1. В своём втором матче, который стал для голкипера последним, он пропустил семь голов от «Видеотона». В сезоне 2015/16 выступал на правах аренды за кипрскую «Омонию» из Никосии, сыграв в чемпионате Кипра два матча. С июля 2016 года выступал за бухарестское «Динамо».